# Municipio de Palmer (condado de Putnam)
El municipio de Palmer (en inglés: Palmer Township) es un municipio ubicado en el condado de Putnam en el estado estadounidense de Ohio. En el año 2010 tenía una población de 1129 habitantes y una densidad poblacional de 12 personas por km².

## Geografía
El municipio de Palmer se encuentra ubicado en las coordenadas 41°7′30″N 84°9′55″O / 41.12500, -84.16528. Según la Oficina del Censo de los Estados Unidos, el municipio tiene una superficie total de 94.06 km², de la cual 93,99 km² corresponden a tierra firme y (0,07 %) 0,07 km² es agua.

## Demografía
Según el censo de 2010, había 1129 personas residiendo en el municipio de Palmer. La densidad de población era de 12 hab./km². De los 1129 habitantes, el municipio de Palmer estaba compuesto por el 98,05 % blancos, el 0,09 % eran afroamericanos, el 1,59 % eran de otras razas y el 0,27 % eran de una mezcla de razas. Del total de la población el 2,48 % eran hispanos o latinos de cualquier raza.